# Stanisława Kalus
Stanisława Kalus (* 9. Mai 1943 in Mielec als Stanisława Mydlarczyk) ist eine polnische Juristin und ehemalige Hochschullehrerin an der Universität Kattowitz.

## Leben
Kalus stammt väterlicherseits aus einer Juristenfamilie, zu der unter anderem ein k.k.-Notar, Staatsanwälte und auch Michał Grażyński gehören. Sie selbst wuchs in Kattowitz auf und besuchte dort das Lyzeum. Ab 1960 studierte sie Rechtswissenschaften an der Jagiellonen-Universität Krakau. 1965 erwarb sie mit der Diplomarbeit Die Struktur und die Kompetenzen des englischen Parlaments auf Grundlage der Gesetze zur Zeit der puritanischen Revolution und des Bürgerkriegs 1628–1660 den Titel der Magistra iuris. Anschließend begann sie am Wojewodschaftsgericht Kattowitz mit der Richterausbildung, die sie zwei Jahre später erfolgreich abschloss. Gleichzeitig arbeitete sie unter Betreuung von Leslaw Pauli an der Universität Krakau an ihrer Dissertation. 1968 wechselte sie zum Lehrstuhl von Mieczysław Sośniak an die Universität Kattowitz. 1975 schloss sie dort ihre Promotion zur Dr. iur. mit einer Arbeit zum internationalen Arbeitsrecht ab. In den 1980er-Jahren trat sie der Solidarność bei. 1989 habilitierte Kalus sich erfolgreich. Die hierzu erstellte Arbeit (s. u.) stellt den ersten wissenschaftlichen Beitrag zur Pflegschaftsproblematik in Polen dar.
1990 wurde sie nach der Wiedereinrichtung der Appellationsgerichte zur Richterin am Appellationsgericht Kattowitz ernannt. Diese Stellung hatte sie bis 2008 inne. Für ihre Tätigkeit im Justizdienst wurde sie mit der Medaille Bene et Merentibus Iustitiae ausgezeichnet. Gleichzeitig arbeitete sie als Dozentin an der Universität Kattowitz. Seit 2004 ist sie Inhaberin des Lehrstuhls für Zivilverfahrensrecht an der Universität Kattowitz.
Stanisława Kalus ist seit 1967 mit dem Bauingenieur Andrzej Kalus verheiratet. Aus dieser Ehe entsprangen die beiden Töchter Anna und Magdalena (geboren 1969 und 1972).

## Wirken und Werke (Auswahl)
Kalus’ Forschungsschwerpunkt liegt im internationalen Privatrecht, dort vor allem im internationalen Arbeitsrecht und im internationalen Schuldrecht, sowie dem allgemeinen und internationalen Familienrecht. Ab 1992 war Kalus auch aktiv an der Etablierung marktwirtschaftlicher Institute in Polen beteiligt, indem sie sich, unterstützt durch ihren Ehemann, bei der Immobilienbewertung und deren rechtlichen Grundlagen engagierte. Als beratende Expertin im Sejm war Kalus an der Fassung zahlreicher polnischer Gesetze aktiv beteiligt, so etwa an der Neufassung des polnischen Zivilgesetzbuches 1990. Außerdem ist sie Mitherausgeberin eines Großkommentars des polnischen Familien- und Vormundschaftsgesetzbuches.
- Umfang und Zusammenhänge des Statuts des Arbeitsvertrags im internationalen Privatrecht. Universitätsverlag, Kattowitz 1975 (Dissertation, Titel und Sprache im Original polnisch).
- Opieka nad osobą ubezwłasnowolnioną całkowicie (Vormundschaft über eine vollkommen entmündigte Person). Universitätsverlag, Kattowitz 1989 (Habilitationsschrift).
- Rechtsstatus der sich beruflich mit dem Immobilienmarkt befassenden Personen. 2002 (im Original polnisch).
- Rechtsstellung der Immobilienmarktteilnehmer. 2009 (im Original polnisch).